# سیارک ۲۱۴۴۱
سیارک ۲۱۴۴۱ (به انگلیسی: 21441 Stevencondie، نامگذاری:1998FC144) بیست و یک هزار و چهارصد و چهل و یکمین سیارک کشف شده‌است که در ۲۹ مارس ۱۹۹۸ کشف شد.
قدر مطلق سیارک برابر ۱۶.۲ است.